# 花園蔥蝸牛

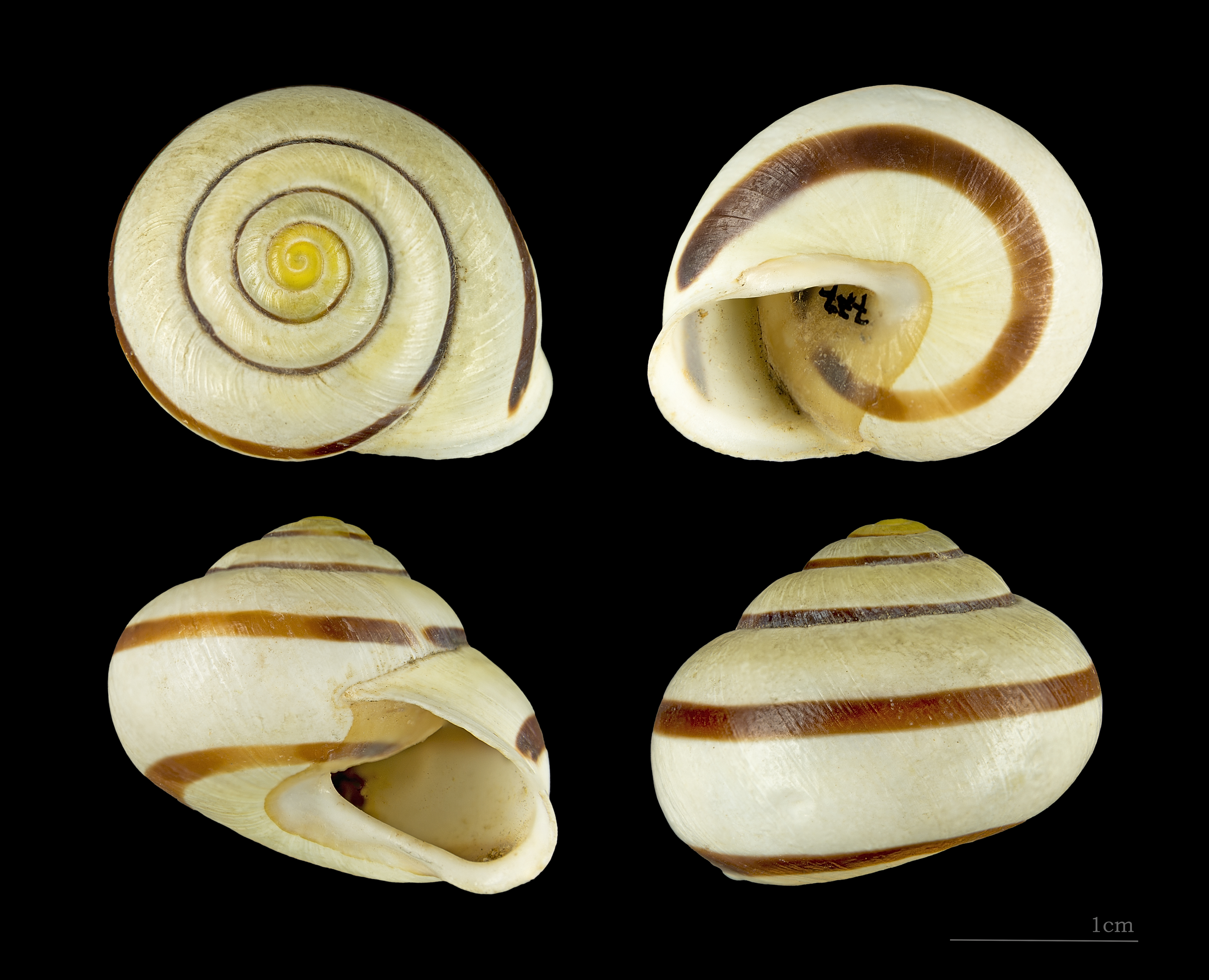
Cepaea hortensis

花園蔥蝸牛（學名：Cepaea hortensis）是一種中等大小的有肺類蝸牛。

## 殼特徵
花園蔥蝸牛的殼最寬闊處有2厘米。殼的顏色及條紋各有不同，不過一般都是黃色的，其上有褐色的斑紋。它們的特徵是其殼口邊呈白色。

## 分佈
花園蔥蝸牛分佈在西歐及中歐。它們比其近親更為接近北極。它們也有被引入到美國的東北部，但卻不怎麼成功。

## 棲息地
花園蔥蝸牛棲息在木中、沙丘及草地，能夠抵受更為潮濕及寒冷的氣候。

## 交配
花園蔥蝸牛在交配時會使用射器。它們的卵約有2毫米大小。

## 外部連結
- 花園蔥蝸牛的圖片